# Antonio Gui
Antonio Virginio Gui (Roma, 20 febbraio 1843 – Terracina, 16 febbraio 1919) è stato un politico e magistrato italiano.

## Biografia
Entrato nell'ordine giudiziario pontificio nel 1864 dopo la presa di Roma passa alla magistratura italiana. È stato sostituto procuratore a Viterbo, Roma e Velletri, consigliere di corte d'appello a L'Aquila, Potenza, Roma e consigliere della corte di cassazione.